# Saxifraga moncayensis
Saxifraga moncayensis es una especie de planta  perteneciente a la familia Saxifragaceae, es un endemismo del sistema Ibérico y está considerada de interés especial en Aragón y Castilla-La Mancha.

## Descripción
Es una planta perenne, viscosa, con glándulas inmersas, densamente pulvinular, sésiles y estipitadas, que se reproduce mediante Hemicriptófito en las que salen las hojas en forma de roseta y que tiene tallos floríferos de hasta 15 cm.

## Distribución y hábitat
su distribución está ubicada por el sistema Ibérico, en las provincias de Zaragoza, Teruel, Soria, Guadalajara, y en menor medida en La Rioja. y se ubica en repisas o fisuras sombreadas y con más abundancia en rocas calizas, ubicados a unos 700 o 2100 metros de altitud.

## Taxonomía
Saxifraga moncayensis fue descrita por David Allardyce Webb en 1964, en Moncayo

### Etimología
- Saxifraga: nombre genérico que viene del latín saxum, ("piedra") y frangere, ("romper, quebrar"). Estas plantas se llaman así por su capacidad, según los antiguos, de romper las piedras con sus fuertes raíces.
- Moncayensis: Epíteto geográfico que significa "Moncayo", ya que fue descrita en ese macizo.[1]